# Gelderland op het Regio Songfestival
Gelderland is een Nederlandse provincie en kan hierdoor deelnemen aan het Regio Songfestival.
De provincie neemt al deel aan het festival sinds de start ervan in 2023 en heeft sindsdien aan alle edities deelgenomen. Eenmaal werd het festival door Gelderland gewonnen; dat gebeurde in 2024, tijdens de tweede editie, met Illusie van Emma Luca. De Gelderlandse inzending wordt afwisselend geselecteerd door middel van een preselectie en een interne keuze.

## Geschiedenis
In 2023 werd het eerste Regio Songfestival georganiseerd in Utrecht. De eerste deelnemer voor Gelderland werd Alex van der Horst, onder zijn artiestennaam AleXingt!, met het liedje Treinreis. Hij wist in de preselectie de overige vijf finalisten te verslaan nadat hij tweede eindigde bij de jury's en eerste bij de televoting. In Utrecht verging het van der Horst en Gelderland niet goed. Maar liefst zeven van de twaalf jury's plaatsten zijn inzending als laatste. Ook de tiende plaats bij de televoters was niet hoog genoeg om het tij te doen keren: Gelderland kreeg maar 41 punten en eindigde laatste.
In 2024 werd het Regio Songfestival in Limburg georganiseerd. Na het tegenvallende resultaat in de vorige editie besliste Omroep Gelderland om het voor een andere boeg te gooien. Emma Luca werd intern gekozen als Gelderlandse kandidaat, maar het lied waarmee ze naar Maastricht zou trekken zou via een preselectie gekozen worden. In deze preselectie presenteerde Emma Luca drie kandidaat-liedjes: Als je me laat dansen, Illusie en Zweven. Het publiek mocht stemmen waarna een professionele jury de eindkeuze maakte uit de twee liedjes met het hoogste aantal stemmen. Deze keuze viel uiteindelijk op Illusie. Op het eigenlijke festival kwam Gelderland als elfde aan de beurt. De keuze van de omroep om de selectieprocedure om te gooien bleek te werken, want na een eerste plaats bij de jury's en een tweede plaats bij de televoters, prijkte de inzending van Gelderland bovenaan het scorebord.
Het festival van 2025 zal in Gelderland georganiseerd worden.

## Gelderlandse deelnames
| Jaar | Artiest         | Lied                | Plaats | Punten | Taal        |
| ---- | --------------- | ------------------- | ------ | ------ | ----------- |
| 2023 | AleXingt!       | Treinreis           | 13     | 41     | Nederlands  |
| 2024 | Emma Luca       | Illusie             | 1      | 193    | Nederlands  |
| 2025 | De Droadneagels | Kandatannogandesdan |        |        | Achterhoeks |

| Kleur | Betekenis      |
| ----- | -------------- |
|       | Eerste plaats  |
|       | Tweede plaats  |
|       | Derde plaats   |
|       | Laatste plaats |
|       | Gastprovincie  |

## Twaalf punten
(Een vetgedrukte editie betekent dat die regio die editie won.)
| Aantal | Land          | Edities |
| ------ | ------------- | ------- |
| 1      | Groningen     | 2023    |
| 1      | Noord-Holland | 2024    |

| Aantal | Land          | Edities |
| ------ | ------------- | ------- |
| 1      | Flevoland     | 2024    |
| 1      | Noord-Brabant | 2024    |
| 1      | Utrecht       | 2024    |

## Festivals in Gelderland
| Jaar | Plaats | Zaal                         | Presentatoren                                       |
| ---- | ------ | ---------------------------- | --------------------------------------------------- |
| 2025 | Arnhem | Musis Sacrum en Stadstheater | Jochem van Gelder, Linda Geerdink en Rik Bronkhorst |

Drenthe · Flevoland · Friesland · Gelderland · Groningen · Limburg · Noord-Brabant · Noord-Holland · Overijssel · Rijnmond · Utrecht · West · Zeeland